# Hamilton Crescent
Hamilton Crescent è uno stadio utilizzato per il cricket e in passato per il calcio e il rugby, situato nel quartiere di Partick a Glasgow, Scozia. È il campo dove gioca il West of Scotland Cricket Club.
Hamilton Crescent ospitò il primo incontro tra squadre nazionali della storia del calcio: la partita Scozia-Inghilterra, giocata il 30 novembre 1872 e finita 0-0 davanti a 4 000 spettatori.
Tra il 1874 e il 1876 vi si giocarono altri incontri internazionali di calcio, poi questi ultimi furono spostati all'Hampden Park. Anche la finale della Scottish Cup del 1877 si tenne all'Hamilton Crescent. Nel 1885 vi si giocò un incontro di rugby tra Scozia e Inghilterra.